# Parapseudocyclopinodes dacunhai
Parapseudocyclopinodes dacunhai is een eenoogkreeftjessoort uit de familie van de Hemicyclopinidae. De wetenschappelijke naam van de soort is voor het eerst geldig gepubliceerd in 1962 door Lindberg.